# Sidney Dancoff
Sidney Michael Dancoff (* 27. September 1913 in Philadelphia; † 15. August 1951 in Urbana (Illinois)) war ein US-amerikanischer theoretischer Physiker.
Dancoff promovierte 1939 bei Robert Oppenheimer in Berkeley. Bei Berechnungen der Strahlungskorrekturen zur Streuung eines relativistischen Elektrons in einem äußeren Coulomb-Feld in der Quantenelektrodynamik, die er unter Oppenheimer aufbauend auf Arbeiten von diesem und Felix Bloch durchführte, entwickelte er „fast“ die Renormierungsmethode. Ihm fehlte aber ein Term, den Tomonaga in Japan 1948 angeregt durch Dancoffs Arbeit ergänzte. Zusammen mit Richard Feynman und Julian Schwinger, die gleichzeitig die Renormierungstheorie entwickelten (allerdings nicht direkt von Dancoffs Arbeit beeinflusst waren), erhielt Tomonaga dafür den Nobelpreis. Ab 1940 war er Instructor an der University of Illinois at Urbana-Champaign, wo er mit Robert Serber über die Theorie der Kernkräfte zusammenarbeitete. Während des Zweiten Weltkriegs arbeitete er 1943 bis 1945 an der Theorie der Kernreaktoren im Metallurgischen Labor der Universität Chicago, wo Enrico Fermi zuvor den ersten Kernreaktor zum Laufen gebracht hatte. Der „Dancoff-Faktor“, der den geometrischen Effekt der Abschirmung von Brennstäben untereinander angibt, ist hier nach ihm benannt. 1941/2 war er als National Research Fellow und 1950/1 als Guggenheim Fellow am Institute for Advanced Study, wo er mit Wolfgang Pauli über Feldtheorie von Mesonen zusammenarbeitete. Nach dem Krieg war er wieder an der University of Illinois at Urbana-Champaign, wo 1950 seine bekannteste Arbeit entstand, die Einführung der Tamm-Dancoff-Näherung in der Quantenfeldtheorie der Mesonen unabhängig von Igor Tamm in Russland, der sie schon 1945 einführte. 
Ende der 1940er Jahre arbeitete er auch mit dem Biologen und Radiologen Henry Quastler (1908–1963) auf kybernetischem Gebiet. Dancoffs Gesetz ist hier nach ihm benannt: in biologischen Systemen tritt das größte Wachstum auf bei der größtmöglichen, mit dem Überleben vereinbaren Fehlerrate bei der Reproduktion.
Dancoff, der als einer der begabtesten theoretischen Physiker seiner Generation galt, starb mit nur 37 Jahren an Krebs. Er war verheiratet und hatte zwei Töchter.
Zu seinen Doktoranden zählt Sidney Drell.

## Verweise
1. ↑  Geburtsjahr und Geburtsort nach Mitgliederbuch des Institute for Advanced Study. Manchmal wird auch 1914 als Geburtsjahr angegeben. Genaue Geburts- und Sterbedaten nach Grabsteinverzeichnis des Mount Hope Cemetery in Urbana-Champaign, jüdische Sektion. Sein Grab ist nach Los Angeles umgebettet.
2. ↑  Biographische Angaben nach der kurzen Biographie in Enz No time to be brief, Oxford UP 2002, S. 373
3. ↑  Dancoff, Physical Review, Bd. 55, 1939, S. 959. Nach Silvan Schweber QED and the Men who made it, 1994 und Pais Inward Bound, 1986, S. 455.
4. ↑  In der Berechnung der Massen-Renormierung, so dass dort kein endliches Ergebnis nach der Renormierung herauskam.
5. ↑  Tomonaga meinte in Mehra (Herausgeber) The physicists concept of nature, 1973, S. 404, das ohne diesen Fehler von Dancoff die Geschichte der Quantenelektrodynamik anders verlaufen wäre
6. ↑  Dancoff, Serber Strong coupling mesotron theory of nuclear forces, Physical Review, Band 63, 1943, S. 143
7. ↑  Dancoff, M. Gainsburg "Surface Resonance Absorption in Closely-Packed Lattice", USAEC-Report CP-2157, 1944
8. ↑  Physical Review, Bd. 78, 1950, S. 382.
9. ↑  Dancoff, Quastler The information content and error rate of living things, in: Quastler (Herausgeber) Essays on the use of information theory in biology, University of Illinois Press, 1953
10. ↑  Enz, loc. cit.

| Personendaten    | Personendaten                                |
| ---------------- | -------------------------------------------- |
| NAME             | Dancoff, Sidney                              |
| ALTERNATIVNAMEN  | Dancoff, Sidney Michael (vollständiger Name) |
| KURZBESCHREIBUNG | US-amerikanischer theoretischer Physiker     |
| GEBURTSDATUM     | 27. September 1913                           |
| GEBURTSORT       | Philadelphia                                 |
| STERBEDATUM      | 15. August 1951                              |
| STERBEORT        | Urbana (Illinois)                            |